# Netrakali
Netrakali (en népalais : नेत्रकाली) est un comité de développement villageois du Népal situé dans le district de Sindhuli. Au recensement de 2011, il comptait 3 400 habitants.